# British Antarctic Survey
British Antarctic Survey (BAS) é o responsável pelos assuntos relativos aos interesses do Reino Unido na Antártica e encontra-se baseado em Cambridge. O BAS faz parte do Natural Environment Research Council e emprega 450 pessoas. Opera cinco estações de pesquisa na Antártica em conjunto com cinco aeronaves, colaborando em investigações conjuntas com mais de 40 universidades do Reino Unido.
Atualmente, o órgão científico é um dos que produzem o maior volume de pesquisa científica dentre os países que possuem base na Antártida, recebendo um orçamento anual de mais de quarenta milhões de libras esterlinas, destinado ao custeio de equipamentos para pesquisa e à manutenção das cinco bases operacionais. Uma das descobertas científicas mais notáveis realizadas pelas bases britânicas foi a da ocorrência de rarefação da camada de ozônio na região polar, mais conhecida como o "buraco na camada de ozônio". Além disso, têm-se conduzido muitos estudos sobre o aquecimento global e o derretimento do gelo polar.